# Warner Baxter
Warner Leroy Baxter (29 de març de 1889, Columbus, Ohio - 7 de maig de 1951, Beverly Hills, Califòrnia) va ser un actor estatunidenc.
Començà la seva carrera d'actor al teatre el 1910 interpretant vodevils.
Va obtenir l'Oscar al millor actor el 1929 pel paper de Cisco Kid a In Old Arizona d'Irving Cummings i Raoul Walsh.

## Filmografia
| Any  | Pel·lícula                        | Paper                                              | Notes                                              |
| ---- | --------------------------------- | -------------------------------------------------- | -------------------------------------------------- |
| 1914 | Her Own Money                     |                                                    | no surt als crèdits                                |
| 1918 | All Woman                         |                                                    | no surt als crèdits                                |
| 1919 | Lombardi, Ltd.                    |                                                    | no surt als crèdits                                |
| 1921 | First Love                        | Donald Halliday                                    |                                                    |
| 1921 | Cheated Hearts                    | Tom Gordon                                         |                                                    |
| 1921 | The Love Charm                    | Thomas Morgan                                      |                                                    |
| 1921 | Sheltered Daughters               | Pep Mullins                                        |                                                    |
| 1922 | If I Were Queen                   | Vladimir                                           |                                                    |
| 1922 | A Girl's Desire                   | Jones/Lord Dysart                                  |                                                    |
| 1922 | The Ninety and Nine               | Tom Silverton/Phil Bradbury                        |                                                    |
| 1922 | The Girl in His Room              | Kirk Waring                                        |                                                    |
| 1922 | Her Own Money                     | Lew Alden                                          |                                                    |
| 1923 | St. Elmo                          | Murray Hammond                                     |                                                    |
| 1923 | Blow Your Own Horn                | Jack Dunbar                                        |                                                    |
| 1923 | In Search of a Thrill             | Adrian Torrens                                     |                                                    |
| 1924 | Christine of the Hungry Heart     | Stuart Knight                                      |                                                    |
| 1924 | The Female                        | Coronel Valentia                                   |                                                    |
| 1924 | Those Who Dance                   | Bob Kane                                           |                                                    |
| 1924 | His Forgotten Wife                | Donald Allen/John Rolfe                            |                                                    |
| 1924 | Alimony                           | Jimmy Mason                                        |                                                    |
| 1924 | The Garden of Weeds               | Douglas Crawford                                   |                                                    |
| 1925 | The Best People                   | Henry Morgan                                       |                                                    |
| 1925 | A Son of His Father               | Big Boy Morgan                                     |                                                    |
| 1925 | Rugged Water                      | Calvin Horner                                      |                                                    |
| 1925 | Welcome Home                      | Fred Prouty                                        |                                                    |
| 1925 | The Awful Truth                   | Norman Satterlee                                   |                                                    |
| 1925 | The Air Mail                      | Russ Kane                                          |                                                    |
| 1925 | The Golden Bed                    | Bunny O'Neill                                      |                                                    |
| 1925 | Mismates                          | Ted Carroll                                        |                                                    |
| 1926 | Aloma                             | Nuitane                                            |                                                    |
| 1926 | The Runaway                       | Wade Murrell                                       |                                                    |
| 1926 | Mannequin                         | John Herrick                                       |                                                    |
| 1926 | El gran Gatsby (The Great Gatsby) | Jay Gatsb                                          | aquesta pel·lícula s'ha perdut                     |
| 1926 | Miss Brewster's Millions          | Thomas B. Hancock Jr                               |                                                    |
| 1927 | The Coward                        | Clinton Philbrook                                  |                                                    |
| 1927 | Singed                            | Royce Wingate                                      |                                                    |
| 1927 | Drums of the Desert               | John Curry                                         |                                                    |
| 1927 | The Telephone Girl                | Matthew Standish                                   |                                                    |
| 1927 | Craig's Wife                      | Walter Craig                                       |                                                    |
| 1928 | Danger Street                     | Rolly Sigsby                                       |                                                    |
| 1928 | Ramona                            | Alessandro                                         |                                                    |
| 1928 | Three Sinners                     | James Harris                                       |                                                    |
| 1928 | The Tragedy of Youth              | Frank Gordon                                       |                                                    |
| 1928 | West of Zanzibar                  | Doc                                                | dirigida per Tod Browning                          |
| 1928 | A Woman's Way                     | Tony                                               |                                                    |
| 1929 | In Old Arizona                    | Cisco Kid                                          | Oscar al millor actor                              |
| 1929 | Romance of the Rio Grande         | Pablo Wharton Cameron                              |                                                    |
| 1929 | Behind That Curtain               | Coronel John Beetham                               |                                                    |
| 1929 | The Far Call                      |                                                    |                                                    |
| 1929 | Thru Different Eyes               | Jack Winfield                                      |                                                    |
| 1929 | Linda                             | Dr. Paul Randall                                   |                                                    |
| 1930 | Renegades                         | Deucalion                                          |                                                    |
| 1930 | Such Men Are Dangerous            | Ludwig Kranz                                       |                                                    |
| 1930 | The Arizona Kid                   | Cisco Kid                                          |                                                    |
| 1930 | The Squaw Man                     | James 'Jim' Wingate, també conegut com Jim Carston |                                                    |
| 1931 | Their Mad Moment                  | Esteban Cristera                                   |                                                    |
| 1931 | Doctors' Wives                    | Dr. Judson Penning                                 |                                                    |
| 1931 | The Stolen Jools                  | Cisco Kid                                          |                                                    |
| 1931 | Daddy Long Legs                   | Jervis Pendleton                                   |                                                    |
| 1931 | The Cisco Kid                     | Cisco Kid                                          |                                                    |
| 1931 | Surrender                         | Sergent Dumaine                                    |                                                    |
| 1932 | Six Hours to Live                 | Capt. Paul Onslow                                  |                                                    |
| 1932 | Man About Town                    | Stephen Morrow                                     |                                                    |
| 1932 | Amateur Daddy                     | Jim Gladden                                        |                                                    |
| 1933 | Dangerously Yours                 | Andrew Burke                                       |                                                    |
| 1933 | 42nd Street                       | Julian Marsh                                       |                                                    |
| 1933 | I Loved You Wednesday             | Philip Fletcher                                    |                                                    |
| 1933 | Paddy the Next Best Thing         | Lawrence Blake                                     |                                                    |
| 1933 | Penthouse                         | Jackson 'Jack' Durant                              |                                                    |
| 1934 | Hell in the Heavens               | Tinent Steve Warner                                |                                                    |
| 1934 | As Husbands Go                    | Charles Lingard                                    |                                                    |
| 1934 | Grand Canary                      | Dr. Harvey Leith                                   |                                                    |
| 1934 | Stand Up and Cheer!               | Lawrence Cromwell                                  |                                                    |
| 1934 | Such Women Are Dangerous          | Michael Shawn                                      |                                                    |
| 1934 | Broadway Bill                     | Dan Brooks                                         |                                                    |
| 1935 | Under the Pampas Moon             | Cesar Campo                                        |                                                    |
| 1935 | One More Spring                   | Jaret Otkar                                        |                                                    |
| 1935 | La Fiesta de Santa Barbara        |                                                    | Curt                                               |
| 1936 | White Hunter                      | Capt. Clark Rutledge                               |                                                    |
| 1936 | To Mary - with Love               | Jack Wallace                                       |                                                    |
| 1936 | The Road to Glory                 | Capità Paul La Roche                               |                                                    |
| 1936 | The Prisoner of Shark Island      | Dr. Samuel Mudd                                    |                                                    |
| 1936 | King of Burlesque                 | Kerry Bolton                                       |                                                    |
| 1936 | The Robin Hood of El Dorado       | Joaquin Murrieta                                   |                                                    |
| 1937 | Wife, Doctor and Nurse            | Dr. Judd Lewis                                     |                                                    |
| 1937 | Vogues of 1938                    | George Curson                                      |                                                    |
| 1937 | Slave Ship                        | Jim Lovett                                         |                                                    |
| 1938 | I'll Give a Million               | Tony Newlander                                     |                                                    |
| 1938 | Kidnapped                         | Alan Breck                                         |                                                    |
| 1939 | Barricade                         | Hank Topping                                       |                                                    |
| 1939 | Wife, Husband and Friend          | Leonard Borland, també conegut com Logan Bennett   |                                                    |
| 1939 | Return of the Cisco Kid           | Cisco Kid                                          |                                                    |
| 1940 | Earthbound                        | Nick Desborough                                    |                                                    |
| 1941 | Adam Had Four Sons                | Adam Stoddard                                      |                                                    |
| 1943 | Crime Doctor                      | Dr. Robert Ordway                                  | primera de la sèrie de 10 films sobre Crime Doctor |
| 1943 | Crime Doctor's Strangest Case     | Dr. Robert Ordway                                  |                                                    |
| 1944 | Shadows in the Night              | Dr. Robert Ordway                                  |                                                    |
| 1944 | Lady in the Dark                  | Kendall Nesbitt                                    |                                                    |
| 1945 | Crime Doctor's Warning            | Dr. Robert Ordway                                  |                                                    |
| 1945 | The Crime Doctor's Courage        | Dr. Robert Ordway                                  |                                                    |
| 1946 | Crime Doctor's Man Hunt           | Dr. Robert Ordway                                  |                                                    |
| 1946 | Just Before Dawn                  | Dr. Robert Ordway                                  |                                                    |
| 1947 | Crime Doctor's Gamble             | Dr. Robert Ordway                                  |                                                    |
| 1947 | The Millerson Case                | Dr. Robert Ordway                                  |                                                    |
| 1948 | The Gentleman From Nowhere        | Earl Donovan/Robert Ashton                         |                                                    |
| 1949 | The Crime Doctor's Diary          | Dr. Robert Ordway                                  | última de la sèrie de Crime Doctor                 |
| 1949 | The Devil's Henchman              | Jess Arno                                          |                                                    |
| 1949 | Prison Warden                     | Warden Victor Burnell                              |                                                    |
| 1950 | State Penitentiary                | Rodger Manners                                     |                                                    |
| 1952 | O. Henry's Full House             |                                                    | clip de The Cisco Kid                              |